# Skanderbeg

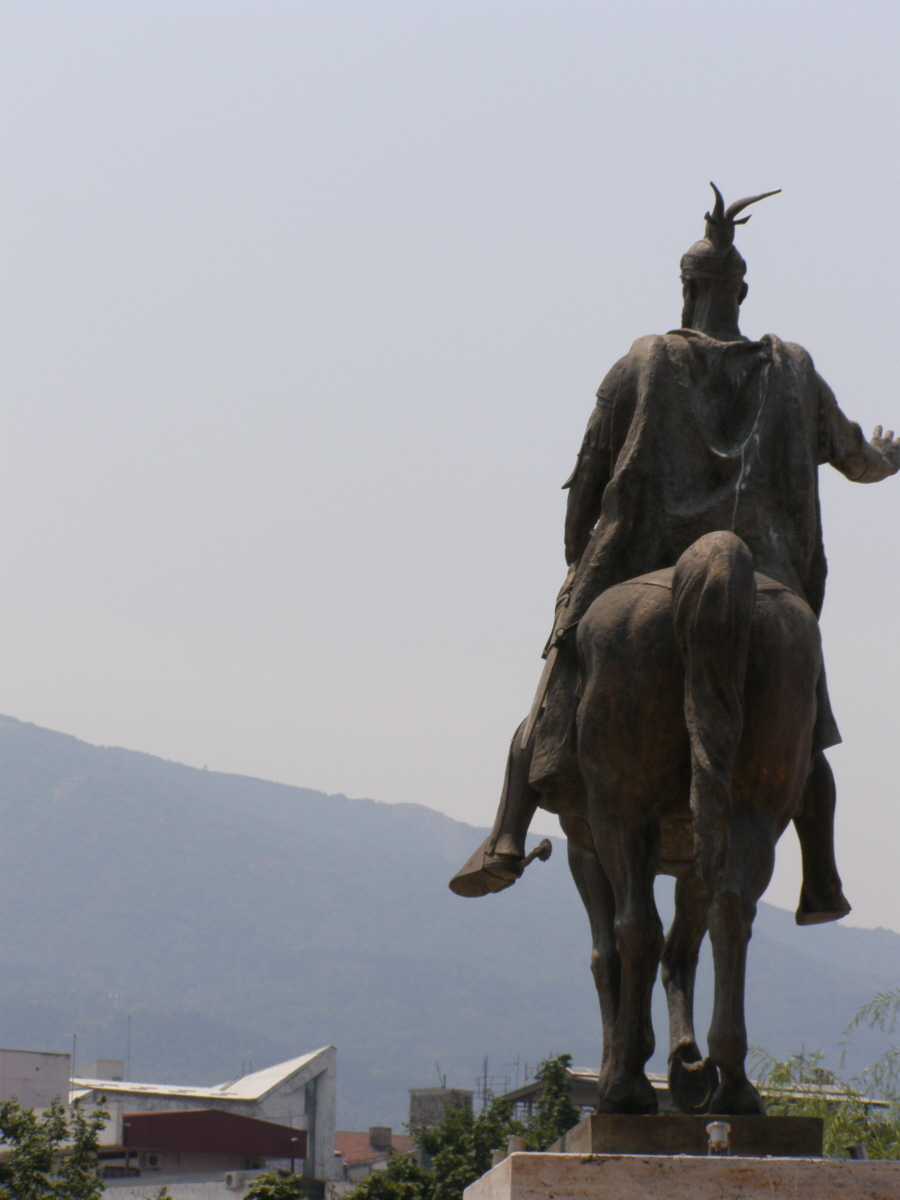
Pomnik Skanderbega w Skopju

Skanderbeg, właśc. Gjergj Kastrioti "Skënderbeu", pol. Jerzy Kastriota "Aleksander Wielki" (ur. 1405 w Krui, zm. 17 stycznia 1468 w Lezhy) – albański władca, dowódca wojskowy, kluczowa postać w historii Albanii jak i Polski poprzez poparcie Krucjaty Warneńskiej. Skanderbeg jest uważany za jednego z najwybitniejszych generałów wszech czasów i ikonę obrony chrześcijaństwa i Albanii.
Imperium Osmańskie próbowało zmusić lokalnych albańskich władców do płacenia trybutu. By zapewnić ich wierność, zmuszało ich do oddania swoich synów jako zakładników. Tak też stało się z synami Gjona Kastrioty. W 1423 r. Jerzy Kastriota wraz ze swoimi trzema braćmi wstąpił do szkoły wojskowej, po czym brał udział w wielu bitwach po stronie imperium osmańskiego. Za swoje militarne sukcesy Jerzy otrzymał tytuł Iskander Bey Arnauti (alb.: Skënderbeu). Po turecku ten tytuł oznaczał: Bej Aleksander, porównując mistrzostwo wojenne Kastrioty do Aleksandra Wielkiego. Skanderbeg wkrótce zmienił stronę, po której walczył i powrócił do ojczyzny, gdzie aż do śmierci bronił Albanii przed najazdami Turków.

## Sukcesy w armii sułtana
Skanderbeg jako oficer prowadził tureckie kampanie wojenne w Azji Mniejszej oraz w Europie, dochodząc w armii sułtańskiej do stopnia generała. Walczył przeciwko Serbom oraz Węgrom, a niektóre źródła wspominają także o jego tajnych układach z Raguzą (ob. Dubrownikiem), Wenecją, królem Władysławem Pogrobowcem i królem Alfonsem V Aragońskim. Sułtan Murad II nadał mu tytuł Vali, czyniąc go gubernatorem niektórych prowincji środkowej Albanii. Skanderbeg był szanowany za granicą, ale nie zapomniał o swoim kraju. Po śmierci swojego ojca postanowił powrócić do Albanii, aby poprowadzić jej mieszkańców przeciwko tureckim wojskom. To nieposłuszeństwo 25-letniego Skanderbega spowodowało, iż do dziś przetrwało w Albanii chrześcijaństwo, mimo islamizacji dokonywanej przez Turków.

## Walka o niepodległość

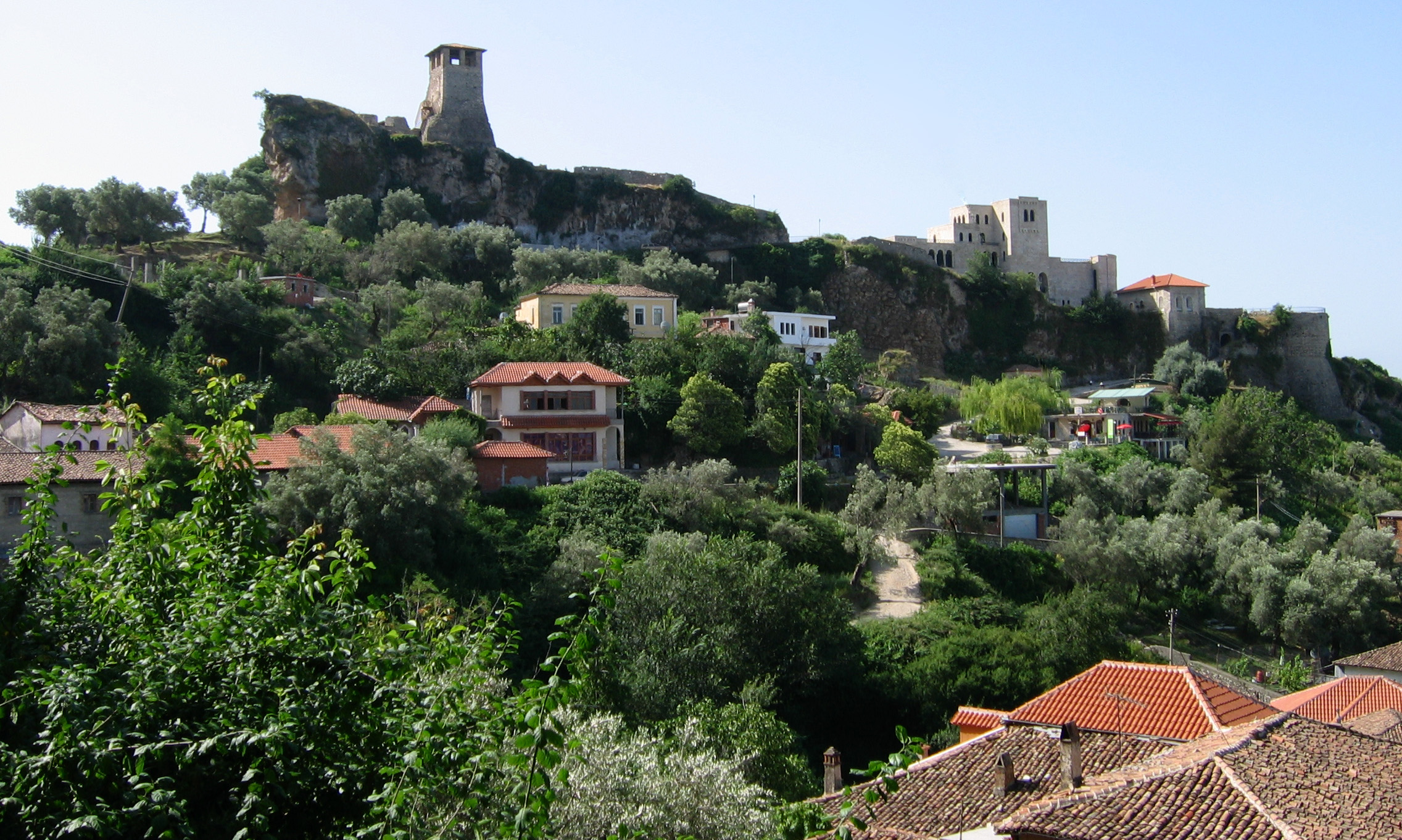
Zamek w Krui

W 1443 Skanderbeg dostrzegł możliwość rebelii podczas batalii przeciwko Węgrom prowadzonym przez Jana Hunyadyego w okolicach Niszu. Odłączył się wraz z innymi Albańczykami służącymi w armii tureckiej, wzniecając powstanie. Przejął Kruję, własność swojego ojca w środkowej Albanii, i wywiesił nad zamkiem flagę Albanii.
Skanderbeg postanowił zjednoczyć wszystkie albańskie księstwa w miejscowości Lezha (patrz Liga w Lezhy w 1444) i skierować ich siłę przeciwko Imperium Osmańskiemu. Wojnie partyzanckiej sprzyjało górzyste ukształtowanie kraju, przy niewielkich możliwościach militarnych nowo powstającego państwa.
Skanderbeg kontynuował opór przeciwko Turkom, którzy dysponowali jedną z silniejszych ówcześnie armii, liczącą ponad 20 000 wojowników. W lipcu 1450 r. armia turecka osiągnęła liczbę 150 000 ludzi prowadzonych przez sułtana Murada II i zaczęła oblegać Kruję. Pozostawiając 1,5-tysięczny garnizon pod dowództwem swojego zaufanego człowieka Vrana Kontiego, Skanderbeg nękał obozy tureckie w okolicach twierdzy w Krui, atakując również transporty broni i zaopatrzenia. Do września sułtan doszedł do wniosku, że zamek w Krui nie zostanie przez niego zdobyty i zdecydował wycofać oblężenie i powrócić do Edirne. Jednak w wyniku mroźnej zimy przełomu lat 1450/1451 Murad II zmarł w Edirne. Nowym sułtanem został jego syn Mehmed II Zdobywca.
W ciągu najbliższych pięciu lat Albanii pozwolono na wytchnienie, podczas gdy nowy sułtan wyruszył na wyprawę przeciwko ostatnim wojskom Bizancjum w Europie i w Azji Mniejszej. Do pierwszej potyczki pomiędzy nowym sułtanem a Skanderbegiem doszło w 1455 r. podczas oblężenia Beratu, gdzie zwyciężył ten pierwszy, rozbijając albańskie wojska. To była największa klęska wojsk Skanderbega – pozostawił na polu bitwy 5000 zabitych, co stanowiło ok. 45% sił albańskich.

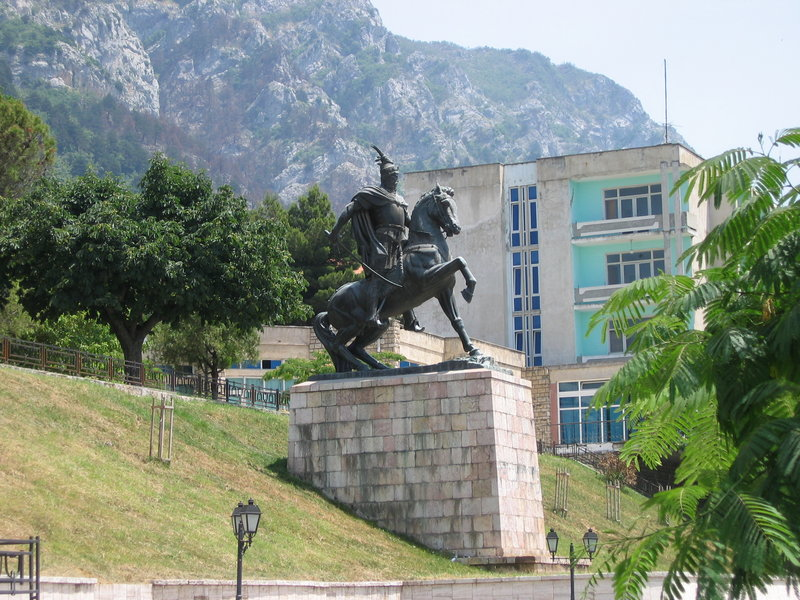
Pomnik Jerzego Kastrioty (Skanderbega) w Krui

W 1457 ok. 70-tysięczna armia turecka zaatakowała Albanię w nadziei na zniszczenie albańskiego oporu raz na zawsze. Armię turecką prowadził Isa beg Evrenoz oraz bratanek Skanderbega Hamza Kastrioti. Siejąca spustoszenie armia Turków osmańskich założyła obóz w miejscowości Ujebardha (pol. biała woda), w połowie drogi pomiędzy Krują i Lezhą. We wrześniu, po miesiącach unikania walki, Skanderbeg zaatakował siłami liczącymi nie więcej niż 15 000 ludzi i zwyciężył.
W 1461 Skanderbeg poprowadził udaną kampanię przeciwko Andegawenom oraz ich sojusznikom, którzy chcieli obalić króla Ferdynanda z Neapolu. Po udanej obronie królestwa neapolitańskiego powrócił do Albanii. W 1464 walczył z albańskim renegatem Ballabanem Baderą.
Choć Ballaban Badera został przez Skanderbega pokonany, udało mu się jednak przeprowadzić na swoją stronę wielu albańskich szlachciców i wodzów, w tym Moisiego Arianita Golemiego, przywódcę kawalerii, Vladana Giuricę, szefa kwatermistrzów, a także Muzakę Angelinę, bratanka Skanderbega, i 18 innych wpływowych wodzów. Jednak gdy przeszli do obozu tureckiego, zostali natychmiast wysłani do Stambułu na tortury, skąd już, pomimo licznych starań samego Skanderbega, nie powrócili.
W 1466 sułtan Mehmed II osobiście poprowadził armię do Albanii i rozpoczął ponowne oblężenie Krui. Miasto było bronione przez 4400 ludzi dowodzonych przez księcia Tanusha Thopię. Po kilku miesiącach Mehmed, tak jak jego ojciec, doszedł do wniosku, że nie uda mu się zdobyć miasta i odstąpił od oblężenia. Jednakże pozostawił część wojska pod dowództwem Ballabana Paszy, zbudował nawet zamek w środkowej Albanii, który nazwał El-basan. Dziś Elbasan jest jednym z ważniejszych miast kraju.
Po kilku miesiącach, w 1467, Mehmed sfrustrowany swoimi niepowodzeniami w Albanii, ponownie poprowadził batalię przeciwko zbuntowanej prowincji. Tym razem była to największa armia, jaką kiedykolwiek dowodził. Kruja była oblegana po raz trzeci, tym razem z dużo większą siłą. Kontyngenty wojskowe z Bośni, Serbii, Macedonii i Grecji zmierzały do Albanii w jednym celu: by zmieść z powierzchni ziemi armię Skanderbega. Konflikt nasilał się, a Skanderbeg zapadł na malarię i zmarł 17 stycznia 1468 w Lezhy. W tym samym czasie Lekë Dukagjini pokonał siły osmańskie pod Szkodrą.
Albański opór był kontynuowany po śmierci Skanderbega przez Lekë Dukagjiniego. W 1478 r. powiodło się czwarte oblężenie Krui, żołnierze zostali pokonani głodem. W rok później padła Szkodra, ostatnia forteca albańska, choć albański opór pojawiał się jeszcze sporadycznie do 1500 r.

## Stosunki z papiestwem
Wielkie sukcesy militarne Skanderbega wywołały zainteresowanie i podziw Państwa Kościelnego, a także Wenecji i Neapolu, zagrożonych ekspansją państwa Turków osmańskich na Morze Adriatyckie. Skanderbeg uzyskiwał od nich pomoc w postaci pieniędzy, żywności, a czasem także ludzi. Jednym z jego najpotężniejszych dostawców był Alfons V Aragoński, król Aragonii i Neapolu. Zdecydował się on uznać Skanderbega za wasala w 1451 r., a było to zaraz po wielkim zwycięstwie nad Muradem II. Król wspomagał go także finansowo, przysyłał mu zaopatrzenie i wojowników. Skanderbeg, będąc mocno zaangażowany w walki z niewiernymi na Półwyspie Bałkańskim, otrzymywał błogosławieństwa od papieży, w tym od Piusa II.
Papież Pius II, wstrząśnięty upadkiem Konstantynopola, próbował zorganizować nową krucjatę przeciwko Turkom, a najlepszym przywódcą pozostawał wówczas Skanderbeg. Kolejni papieże: Mikołaj V i Kalikst III kontynuowali politykę poprzednika. Paweł II trzymał się tej taktyki i nadał Skanderbegowi tytuł Athleta Christi.
Trwający 25 lat opór Skanderbega zaowocował tym, że Turcy nie byli w stanie nigdy zagrozić Półwyspowi Apenińskiemu. Cel papieży oraz władców Wenecji i Neapolu został osiągnięty.

## Dorobek Jerzego Kastrioty „Skanderbega”
Po jego śmierci w 1468 r. w Lezhy żołnierze albańscy opierali się Turkom jeszcze 12 lat. Dopiero w 1480 państwo zostało całkowicie podbite. Gdy Turcy odnaleźli grób Skanderbega w Kościele św. Mikołaja w Lezhy, otworzyli go i zabrali kości jako talizmany na szczęście. W tym samym roku Turcy zaatakowali i podbili miasto Otranto na Półwyspie Apenińskim.

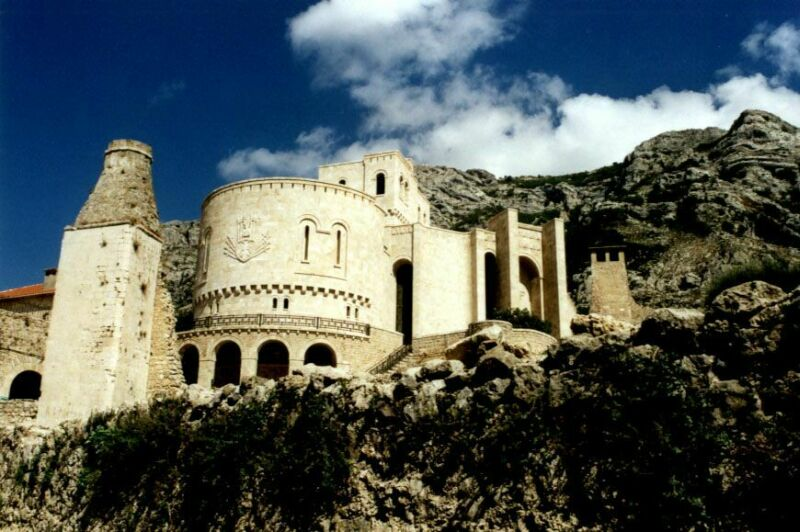
Muzeum Skanderbega w Krui

Sława Skanderbega sięgnęła daleko poza granice Albanii. Wolter doszedł do wniosku, że Bizancjum przetrwałoby, gdyby miało wodza takiego, jakim był Skanderbeg. Liczni poeci i kompozytorzy czerpali inspirację z jego wielkiej kariery militarnej. Francuski XVI-wieczny poeta Ronsard napisał o nim poemat, podobnie XIX-wieczny amerykański poeta Henry Wadsworth Longfellow. Antonio Vivaldi skomponował operę zatytułowaną Skanderbeg.
Skanderbeg jest dziś bohaterem narodowym Albanii. Istnieje wiele muzeów i pomników postawionych na cześć tego wielkiego bohatera. Najważniejszym jest muzeum Skanderbega w Krui.
Walka Skanderbega przeciwko Turkom osmańskim stała się dla Albańczyków symbolem jedności narodowej, była czymś, z czym mogli się identyfikować. Później Skanderbeg stał się inspiracją dla zawiązania nowego państwa albańskiego.
W poematach Arboreszów (włoskich Albańczyków) jest on nie tylko obrońcą swojej ojczyzny, ale także obrońcą chrześcijaństwa. Dla Albańczyków w Albanii, wyznających przede wszystkim islam, Skanderbeg stał się symbolem związków kultury albańskiej z Europą.

## W popkulturze
W grze Europa Universalis IV Skanderbeg występuje jako najlepszy władca w grze, ze statystykami 6/5/6 i generał ze statystykami 5/5/5/1.
W 1953 roku powstał film biograficzny w reżyserii Siergieja Jutkiewicza.